# Matulionis
Matulionis ist ein litauischer männlicher Familienname, abgeleitet vom Familiennamen Matulis.

## Weibliche Formen
- Matulionytė (ledig)
- Matulionienė (verheiratet)

## Personen
- Algirdas Matulionis (1911–1980),  Forstbeamter und Forstpolitiker
- Arvydas Virgilijus Matulionis (* 1946), Soziologe
- Deividas Matulionis (* 1963), Diplomat
- Teofilius Matulionis (1873–1962), römisch-katholischer Geistlicher, Bischof von Kaišiadorys, Märtyrer und Seliger